# Джовани Джустиниани
Вижте пояснителната страница за други личности с името Джовани.
Джовани Джустиниани Лонго (на латински: Ioannes Iustinianus Longus) е опитен военачалник и защитник на укрепени градове, родом от днешна Италия.
Той пристига в Константинопол на 28 януари 1453 г. начело на отряд от 700 души, за да участва в защитата на обсадения от османците, начело с Мехмед II, град. Известен е сред защитниците на стената като италианския командир, кондотер.

## Биография
Джовани е роден в Генуа. Той е известен с това, че притежавайки огромен ръст участва в защитата на Константинопол по време на османската обсада на града през април/май 1453 г., където командва отряда от 700 добре въоръжени войници-доброволци (400 от които са били наети в Генуа и 300 – на островите Хиос и Родос). Като изкусен защитник на укрепени градове, е назначен за командир на стената от последния римски император и внук на велбъждския владетел Константин Драгаш – Константин XI Драгаш. Джовани напълно оправдава оказаното му доверие. Благодарение на способностите и авторитета му сред защитниците на Константинопол, той успява тотално да обезкуражи обсаждащите. Успява да обедини силите на иначе враждуващите венецианци и генуезци, както и да ги накара да работят съвместно едни с други. Враждебността помежду им в случая е породена от обстоятелството, че най-близкия укрепен на Константинопол град Пера, който се намира под генуезка власт, заема двусмислено неутралитет при обсадата. Джовани осъществява активно надзор върху строителството на отбранителните съоръжения и запълването с греди и камъни на пробивите на крепостната стена през нощите. Заедно с император Константин XI Палеолог разработва стратегията за отбрана на града на Константин Велики.
За да се проумее сложността на задачата по отбрана на имперския град, следва да се вземе предвид факта, че в армията на султан Мехмед е имало около 80 000 войници (в това число 12 000 еничари), а общият брой на защитниците на Константинопол е по-малко от 7000 души. Общата дължина на стените е 14 мили или около 26 км. Джустиниани ръководи отбраната на цялата крепостна стена заедно с императора от Месотихионе, където стената прекосява река Ликос. Това е и мястото, където султана съсредоточава главния си удар срещу световната християнска столица.
През нощта на 18 април (началото на обсадата е на 6 април) султан Мехмед нарежда нападение на Месотихионе. В атаката участва тежката пехота, които хвърля копията си и стреля срещу защитниците, подпомагана от пешаците-еничари. Въпреки численото си превъзходство, безразборните нападения на турците не им носят така желания успех. Увереност на защитниците вдъхват главно два фактора: бронята им, която е по-добра от турската и блестящите пълководнически качества на командира им – Джустиниани. Всички защитници са окуражени от водаческата енергия и смелост, която им вдъхва увереност, карайки ги безусловно да се подчиняват на Джовани.
На 27 май, в последните дни на обсадата, турците обстрелват стената на Месотихионе с оръдия. Джустиниани е леко ранен от осколка (шрапнел) при извършване на възстановителни работи. Следствие от раната, решава да се оттегли за кратко от поста командир на отбраната на стената на Константинопол, но след няколко часа се връща на поста си. По-късно, през нощта срещу 28 май в разгара на тоталния османски щурм, като доблестен командир на гръцките и италиански части, преминава от вътрешната стена и заема позиция по външната стена и загражденията, след което нарежда да бъде затворена вратата зад отряда, отрязвайки сам пътя за свое отстъпление, заедно с придружаващите го най-храбри защитници на стената.
На 28 май целия ден с небивал ентусиазъм отбранява световната християнска столица, отблъсквайки начело на защитниците ѝ набезите на османския башибозук, подкрепен от артилерия.
Точно преди залез слънце на 28 май 1453 г. Джовани е тежко ранен в гърдите от куршум или шрапнел на турската артилерия. Той е в невъзможност да продължи участието си в битката, тъй като изпитва силна болка. Моли хората си да го изнесат от местосражението. Въпреки молбата на императора, който се бори рамо до рамо с него, да остане на стената макар и ранен, и да не напуска поста си, нервите на Джустиниани не издържат и той настоява да бъде изнесен от стената. Портата се отваря и телохранителите го отнасят на една генуезка галера, стояща на пристан в залива на Златния рог.
Войниците на Джустиниани, усещайки неговото отсъствие изпадат в паника и започват постепенно да се оттеглят. Императорът и гърците са оставени на бойното поле сами на собствените си сили. Турците, съзирайки настъпилата паника сред обсадените, усилват атаката си и успяват да пробият на 29 май защитата на Константинопол.
Корабът с ранения Джустиниани успява да се измъкне от обсадения град и да се върне на Хиос. Въпреки това, Джовани никога не се възстановява от получените рани в боя по отбраната на стената на Константинопол и умира през юни 1453 г.